# Franc Brunet
Franc Brunet, slovenski učitelj telovadbe, * 28. maj 1871, Ljubno ob Savinji, † 19. februar 1916, Ljubljana.

## Življenje in delo
V Gradcu je obiskoval filozofsko fakulteto in 1889 opravil izpit za telovadbenega učitelja na srednjih šolah. V letih 1889−1891 je poučeval telovadbo na državni gimnaziji, od 1891 dalje pa na realki v Ljubljani. V samozaložbi je skupaj z Jakobom Furlanom izdal po učnih načrtih prirejeno knjigo Telovadba v petrazrednih in manj kot petrazrednih ljudskih šolah (Ljubljana, 1900, ponatis 1907), s katero je omogočil pouk telovadbe v slovenskem jeziku. 